# Hello Kitty
Hello Kitty (ハローキティ, Harō Kiti)

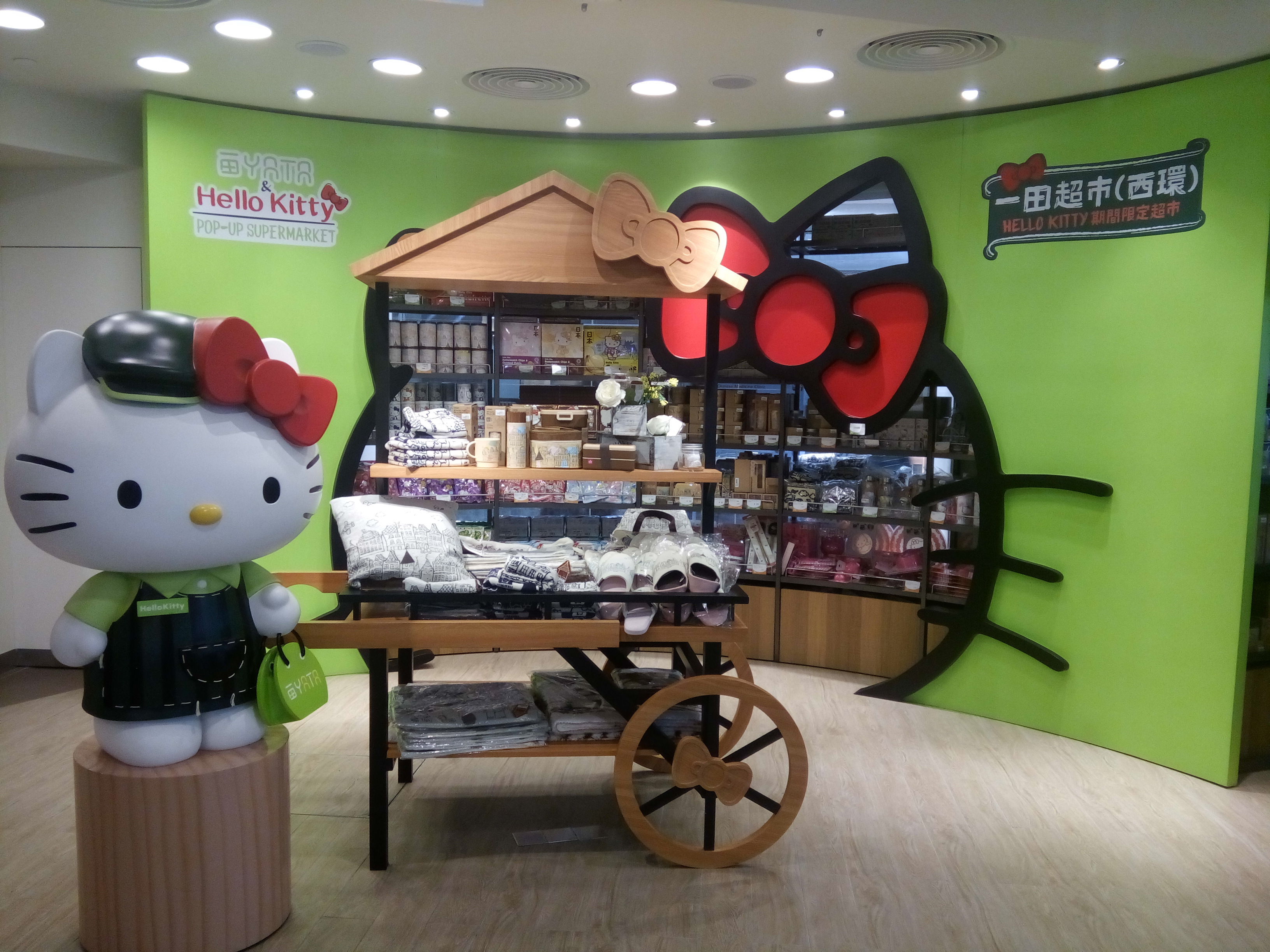
Postava Hello Kitty v obchodním centru Hong Kong Plaza YATA

je kreslená postava malé roztomilé „kočky“ (nejedná se o kočku) vytvořená japonskou designérkou Juko Šimizu pro společnost Sanrio. Postava Hello Kitty je základem směru japonské popkultury nazývaného kawaii. Je zobrazena jako bílá „kočka“ rasy japonský bobtail s červenou mašlí. Poprvé se objevila v Japonsku v roce 1974 na plastové peněžence (coin purse) a do USA dorazila o dva roky později. Tento debut se uskutečnil v rámci produktové řady firmy Sanrio, která nadále vydává další produkty s touto postavou.
Ochranná známka Hello Kitty dosáhla od té doby globálního rozšíření a na licenčních smlouvách vyprodukuje více než 1 miliardu dolarů ročně. Produkty s touto postavou zahrnují panenky, hračky, samolepky, pohlednice, oblečení, doplňky, boty, školní pomůcky, nádobí a domácí potřeby, nábytek… Její věhlas jako přední značky firmy Sanrio vedl ke zřízení dvou licencovaných Hello Kitty zábavních parků Harmonyland a zastřešeného Sanrio Puroland.